# San Martín el Jovero
San Martín el Jovero är en ort i Mexiko.   Den ligger i kommunen Acapulco de Juárez och delstaten Guerrero, i den södra delen av landet, 260 km söder om huvudstaden Mexico City. San Martín el Jovero ligger 328 meter över havet och antalet invånare är 218.
Terrängen runt San Martín el Jovero är kuperad. Runt San Martín el Jovero är det tätbefolkat, med 397 invånare per kvadratkilometer. Närmaste större samhälle är Tierra Colorada, 9,8 km nordost om San Martín el Jovero. I omgivningarna runt San Martín el Jovero växer i huvudsak lövfällande lövskog.